# Pfarrkirche Telfes

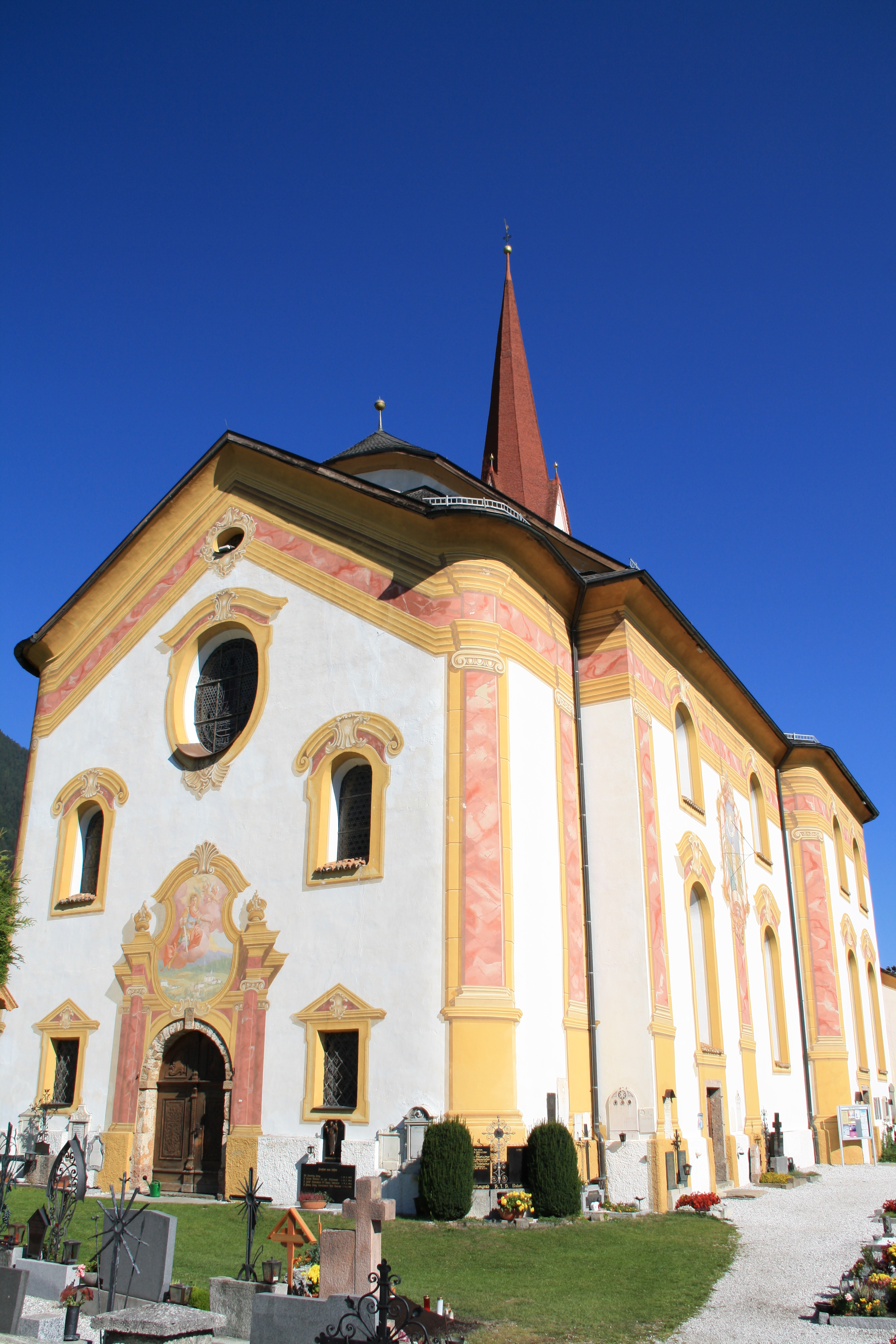
Pfarrkirche zum Hl. Pankratius

Die Kirche Zum hl. Pankratius ist die Pfarrkirche von Telfes im Stubai, Tirol. Sie gehört zum Dekanat Matrei am Brenner der Diözese Innsbruck. Sie 

## Architektur
Die heutige Pfarrkirche zum hl. Pankratius wurde 1754 bis 1756 vom Tiroler Kirchenbaumeister und Priester Franz de Paula Penz erbaut. Das prächtige Bauwerk beeindruckt außen durch den hohen Turm, der noch von 1626 stammt, sowie durch den hellen, freundlichen Innenraum, ein typisches Merkmal aller Werke des Baumeisters.
Das Langhaus besteht aus zwei Jochen, einem eingezogenen Vorjoch und einem entsprechend eingezogenen Chor mit halbrundem Schluss. Das Querhaus ist nur schwach ausgebildet. Die Dächer der einzelnen Bauteile sind voneinander abgesetzt und geben so die Gliederung der Gesamtanlage wieder. Die Fassade an Schiff und Querhaus ist zweiachsig und mit gemalten Pilastern, Fensterumrahmungen und Längsstreifen unter dem Gesims geschmückt. Sie wurde 1976 bis 1979 restauriert. Das Fresko über dem rundbogigen Hauptportal in der Westfassade zeigt den hl. Pankratius als Beschützer des Dorfes, das hier in seiner ältesten Ansicht fassbar wird. Es stammt wie die Innenfresken von Anton Zoller aus Telfs (Oberinntal), war später übermalt und ist erst 1930 wieder aufgedeckt worden. Die Türflügel tragen wie die der beiden Seitenportale auf der Südseite noch das originale Schnitzwerk. Über dem hinteren Seiteneingang findet sich eine prächtige Sonnenuhr mit Putten in der reichen Rahmung ebenfalls von Anton Zoller, wahrscheinlich von Peter Anich konstruiert. Sie zeigt Stunden und Halbstunden, Tageslängen, Sonnenhöhen in Graden und Minuten sowie Monats- und Tierkreiskurven an.

## Turm
Der Turm auf der Nordseite ist 63 Meter hoch, hat gemalte Eckquader und rundbogige Doppelschallfenster, die ein Blendbogen zusammenfasst, dazu je ein weiteres Schallfenster in den vier Giebeln des Spitzhelmes, welcher mit roten Schindeln eingedeckt ist. Mit sechs Bronzeglocken ist das Geläute in B, d, f, g, b, d´ gestimmt und stammt bis auf eine Ausnahme aus der Zeit nach dem Zweiten Weltkrieg. Die Ausnahme ist die "Große" mit einem Gewicht von rund 2800 Kilogramm, sie ist 1922 geweiht worden und führt die Tradition älterer, berühmter Telfer Wetterglocken fort. Die gesamte Glockenanlage musste im Jahr 1995 infolge erheblicher Schäden an der Bausubstanz (vorwiegend Risse) sowohl am Turm als auch an der Kirche (Gewölbe) durch technische Maßnahmen (z. B. Anbringen von Gegengewichten auf den Glockenjochen, Einbau von speziellen Reversionsklöppeln, Reduzierung des Läutewinkels) in seinem für Tiroler Verhältnisse üblichen Geläute (nunmehr ohne Klöppelfänger) eingeschränkt werden. Alle Glocken können elektronisch gesteuert bedient werden bzw. unterliegen automatischen Läuteprogrammen.

## Inneres
Das Innere der Kirche bezieht seinen Hauptschmuck aus den großflächigen Deckenfresken von Anton Zoller (1757), welche dieser unter Mithilfe seines Sohns Josef Anton Zoller geschaffen hat. Ihnen gegenüber beschränkt sich die in sonstigen Penzkirchen beliebte Stuckatur auf die Kapitelle der Pilaster und die Fensterbekrönungen. Das Hauptfresko in der Vierung, wo sich Land- und Querhaus kreuzen und eine flache, ovale Kuppel ausbilden, macht vor allem durch seine Tiefenillusion Eindruck. Es ist in Größe und Qualität das bedeutendste Werk Zollers und zeigt die Übergabe des Rosenkranzes durch Don Juan de Austria an den Papst nach dem Sieg über die Türken in der Seeschlacht von Lepanto. Das Rosenkranzfest am ersten Sonntag im Oktober wird in Telfes immer noch traditionell mit einer feierlichen Prozession begangen. Das Hauptfresko des Schiffes schildert in bewegter Szene die Hinrichtung des Pfarr- und Kirchenpatrons Pankratius. Auch seiner wird alljährlich durch eine Prozession an einem Sonntag um seinen Festtag am 12. Mai herum gedacht. Das Chorfresko zeigt die Verehrung der Eucharistie. Von Zoller stammen auch die Medaillons der zwölf Apostel an den Pilastern.
Die Altäre erfuhren mehrfache Umgestaltung. 1863 hatte ein Brand nach einem Blitzschlag Hochaltar und Sakristei zerstört. Im Zuge der Wiederherstellung wurden der Hauptaltar und die beiden Seitenaltäre mit Holzreliefs im Nazarenerstil von Dominikus Trenkwalder erneuert.
1956/57 wurde die Kirche unter Pfarrer Thomas Walch nach Plänen von Clemens Holzmeister restauriert. Er setzte an die Stelle der Trenkwalderaltäre wieder Teile des alten Bestandes: an den Hochaltar eine Kreuzigungsgruppe, die wie viele andere Altarplastiken im Stubai dem Tiroler Barockbildhauer Johann Perger zugeschrieben wird. Die Seitenaltäre erhielten wieder die alten Altarblätter von Zoller, am rechten werden in einem Glasschrein die barock gefassten Gebeine des Märtyrers Facundus aufbewahrt, die 1761 von Brixen nach Telfes überführt worden waren. Reste des ersetzten Hochaltars von Trenkwalder stehen hinten links unter der Empore als Rosenkranzaltar.
Im Zuge dieser Innenrestaurierung wurden auch die im Laufe der Zeit durch verschiedene Stiftungen immer reicher und in buntem Stilgemisch geschmückten Fenster durch solche mit einfachem Glas ersetzt. Nur über der Empore befinden sich noch neugotische Glasfenster der Tiroler Glasmalereianstalt in Innsbruck aus der Zeit 1870/80.
Von 1733/34 stammen die Kreuzwegbilder von Jakob Jenewein; barock sind auch die Prozessionsfiguren in den Glaskästen an den Seitenwänden des Schiffes: links Christus an der Geißelsäule und als Schmerzensmann, rechts die Himmelskönigin und der hl. Isidor, der in Telfes besondere Verehrung genoss. An der Wand des linken Querhauses steht eine überlebensgroße, zeitgenössische Herz-Jesu-Statue von Hans Buchgeschwenter aus dem Jahr 1946.
In den Jahren von 2004 bis 2006 wurde auf Initiative von Diözesankonservator Rudolf Silberberger, der zu dieser Zeit auch zuständiger Seelsorger von Telfes war, der Altarraum gänzlich neu gestaltet sowie der barocke Hochaltar rekonstruiert und die bestehenden Kreuzigungsgruppe in das Konzept eingebunden.

## Orgel
Die Pfarrkirche beherbergt eine der größten erhaltenen Orgeln von Franz Weber aus Oberperfuss, die 1865 mit 24 Registern erbaut wurde. Sie steht wie die gesamte Kirche unter Denkmalschutz und wurde 1989 renoviert.

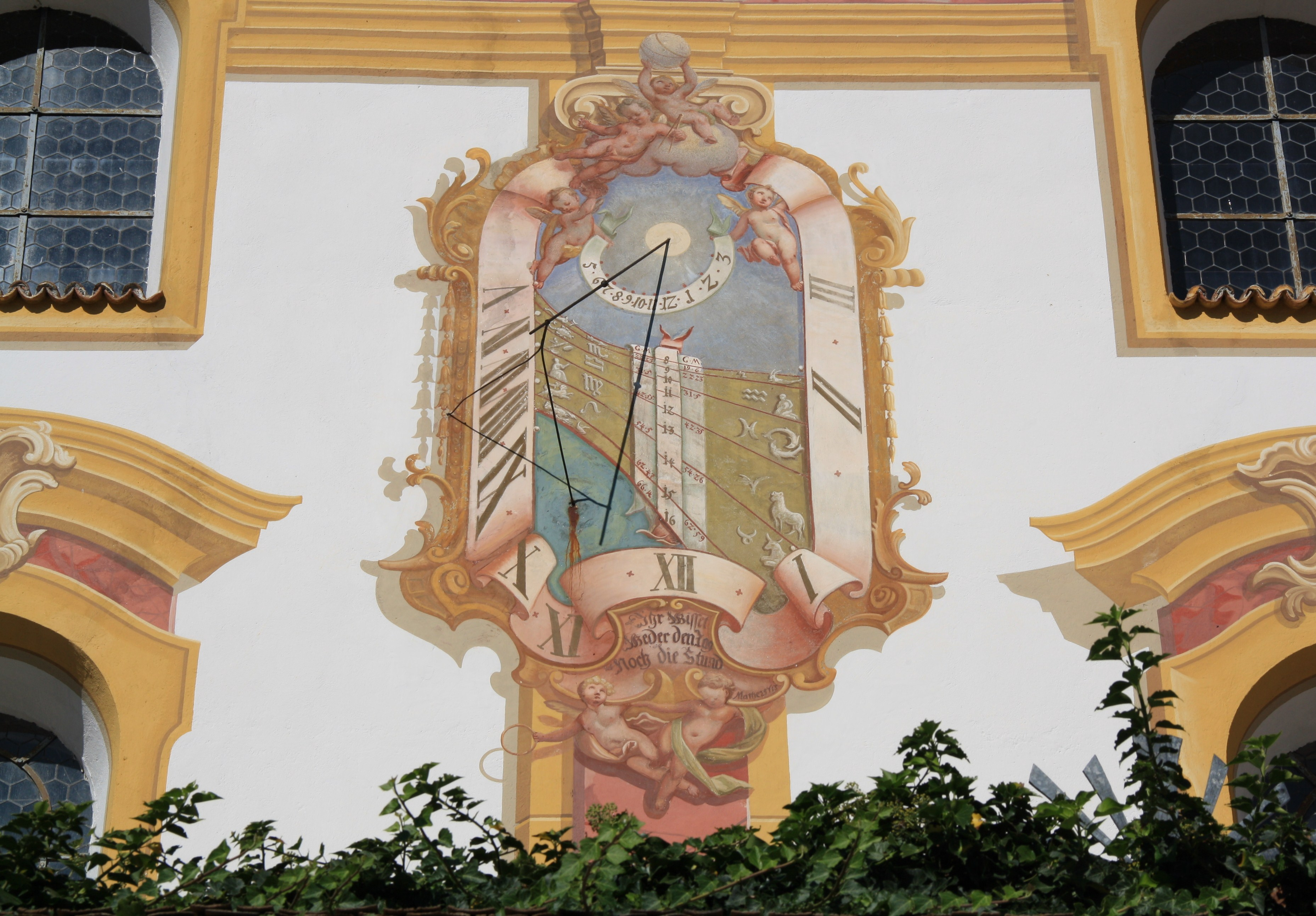
Sonnenuhr an der Kirchenfassade
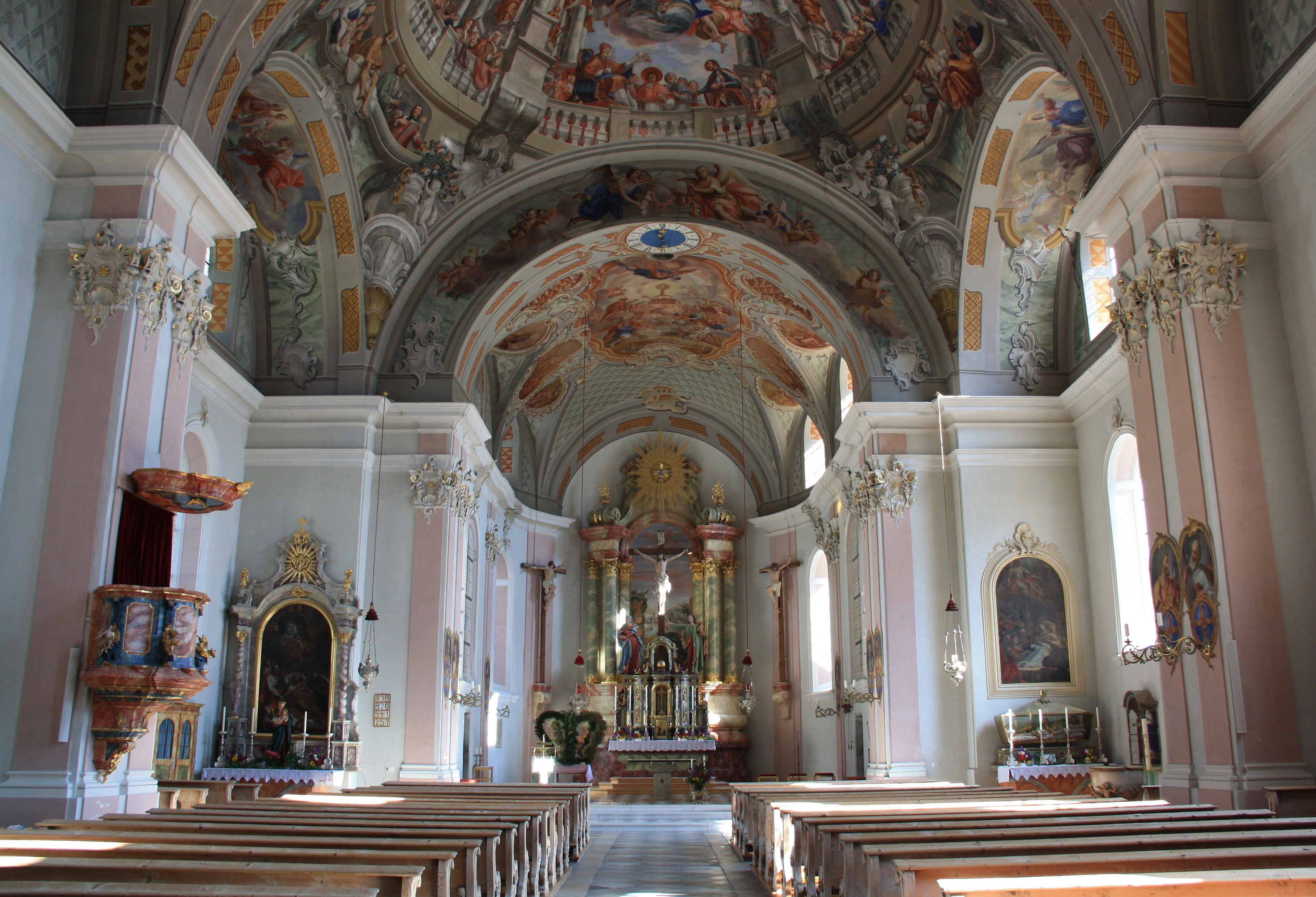
Innenansicht der Kirche
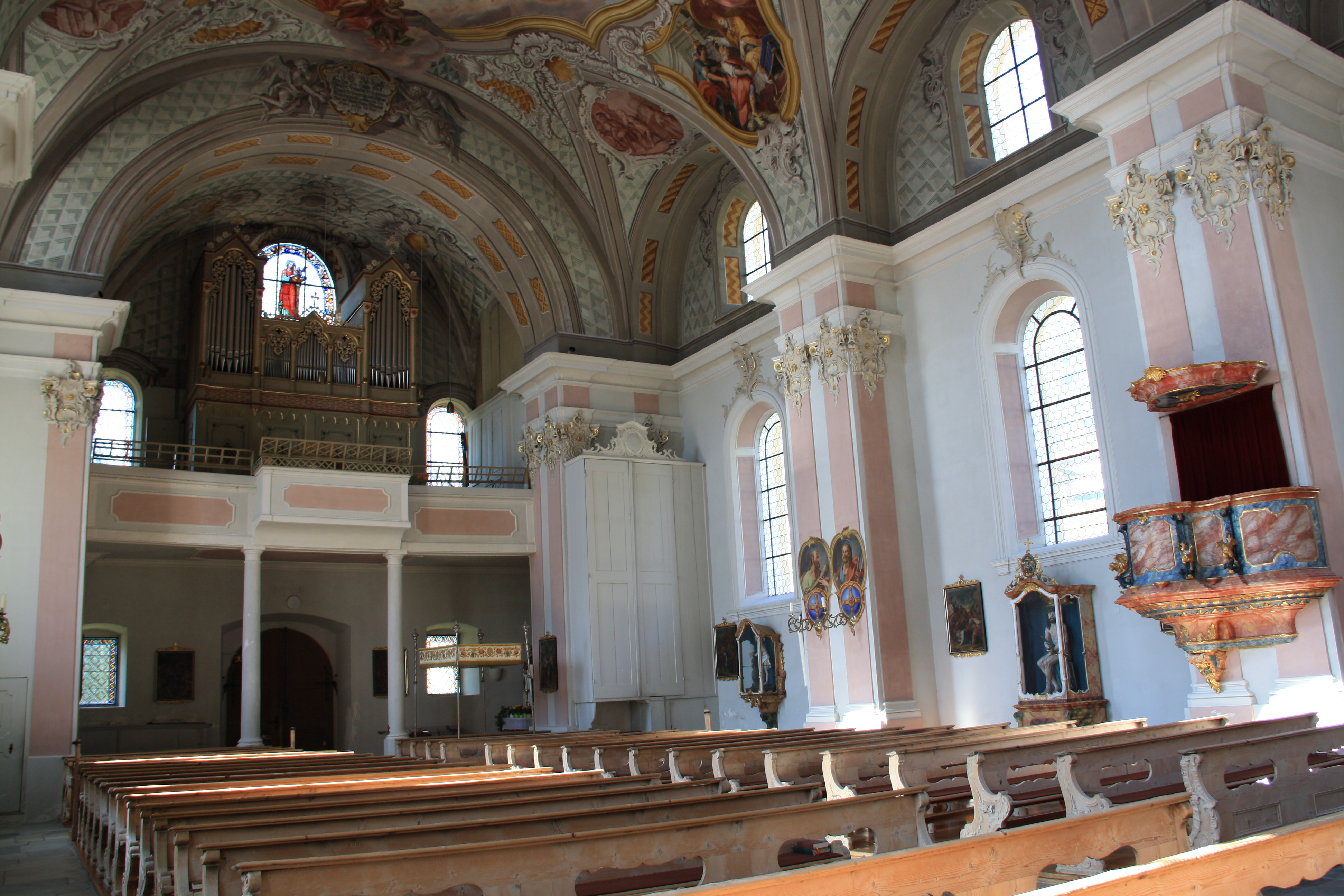
Innenansicht der Kirche
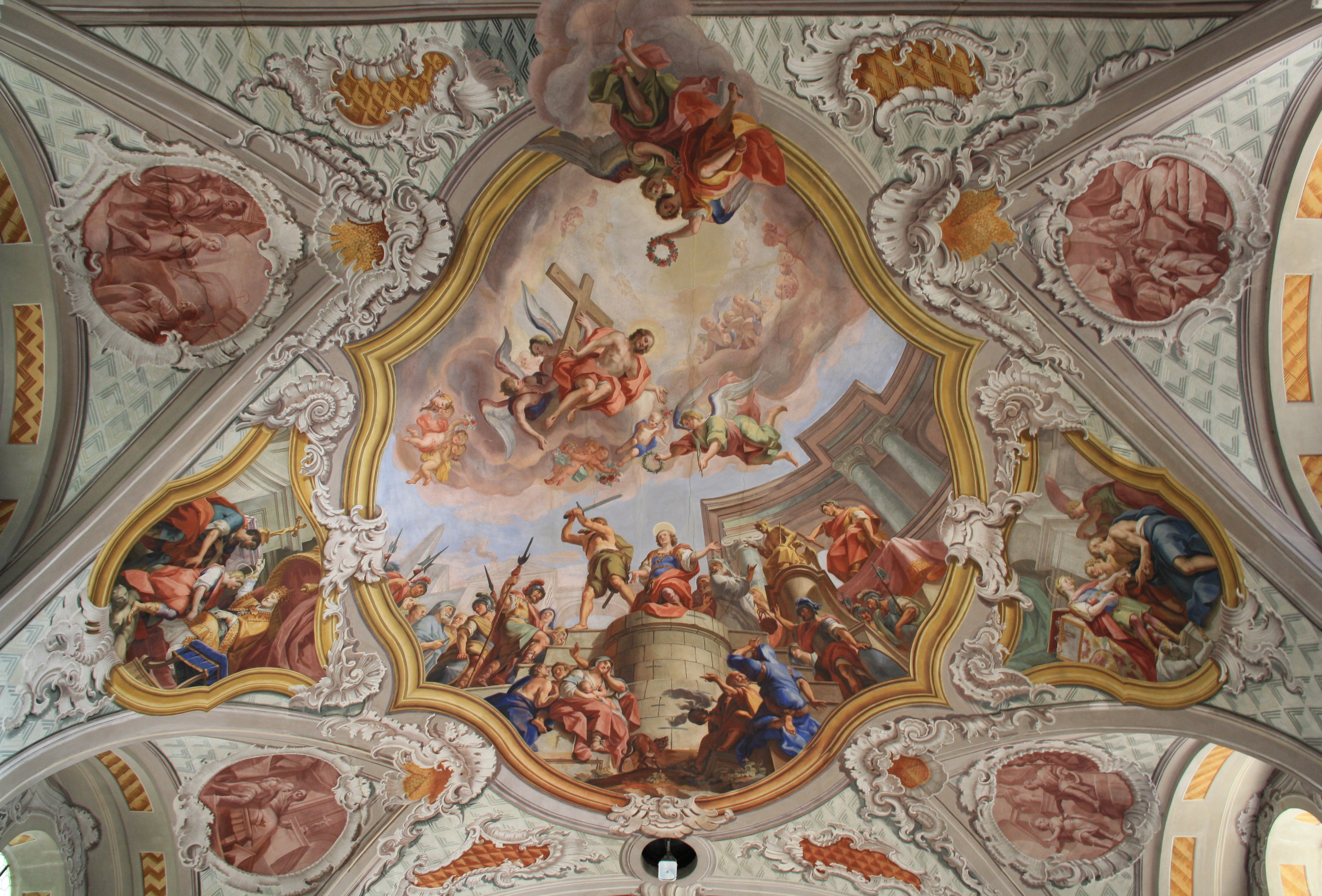
Detail der Deckenfresken
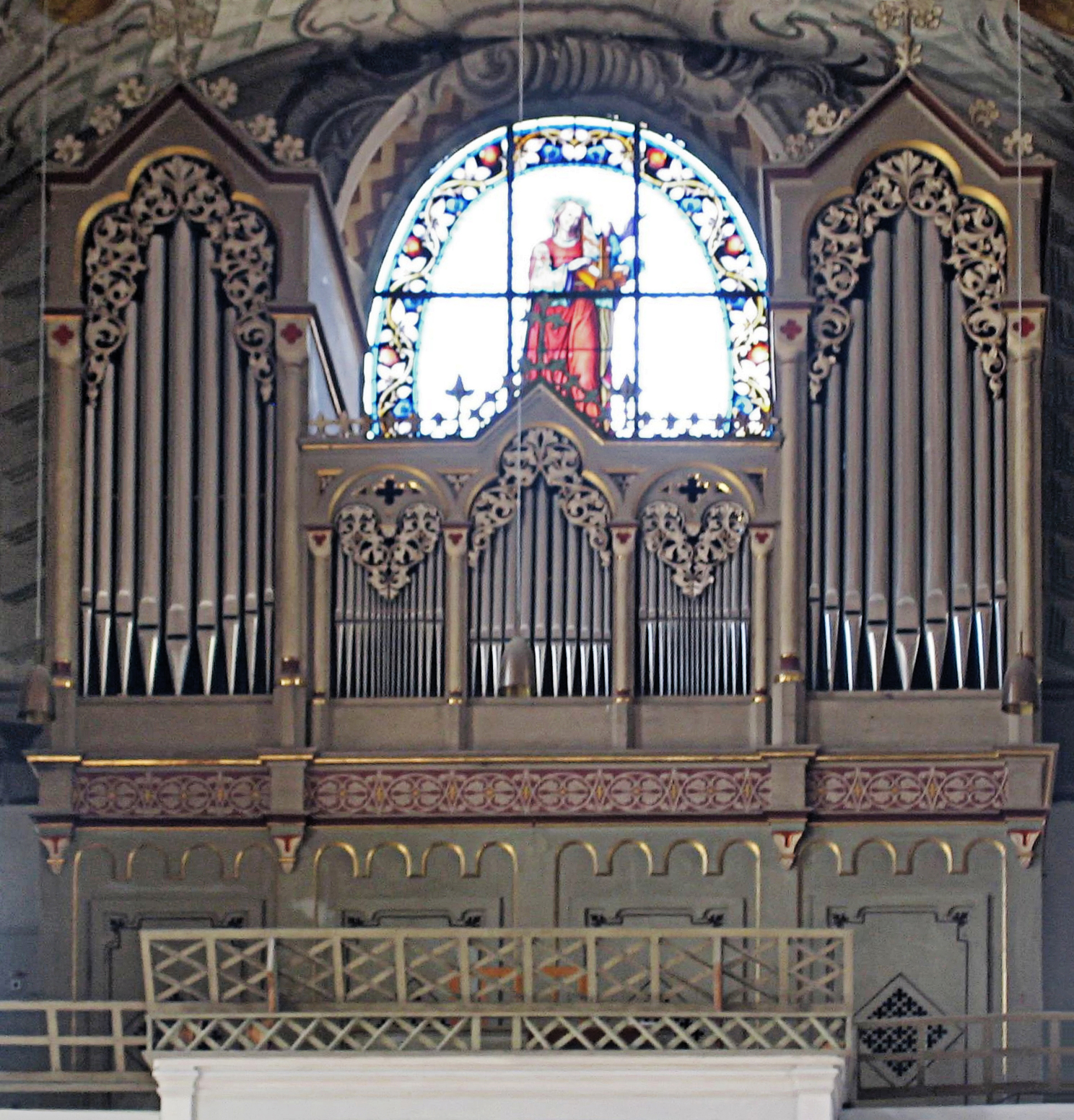
Die 1865 erbaute Orgel